# 엘런 테리
엘런 테리 여사(영어: Dame Ellen Terry, GBE, 1847년 2월 27일 ~ 1928년 7월 21일)는 영국의 배우이다. 셰익스피어의 연극 작품에서 특히 호평을 받아, 빅토리아 시대의 대표적 배우로 손꼽힌다.
그녀의 가문에서는 존 길구드, 에드워드 고든 크레이그, 필리스 닐슨테리 등 4대에 걸쳐 많은 배우가 배출되어서, 이를 테리 가(Terry family)라 부르기도 한다.

## 일생
1856년 《겨울 이야기》로 첫 무대에 오른 이후 여러 극장을 다니며 《한여름 밤의 꿈》, 《맥베스》 등 셰익스피어의 작품들을 주로 연기했다. 1864년 30살 연상의 저명한 미술가 조지 프레더릭 와츠(George Frederic Watts)와 결혼하였지만 1868년부터는 부모의 반대에 불구하고 건축 디자이너 에드워드 윌리엄 고드윈과 연인관계에 있었으며, 와츠와의 결혼관계를 유지하며 고드윈과의 사이에 이디스 크레이그, 에드워드 고든 크레이그 등 1남 1녀를 두었다. 1875년 고드윈과 헤어진 뒤, 1877년 와츠와 이혼하였다.

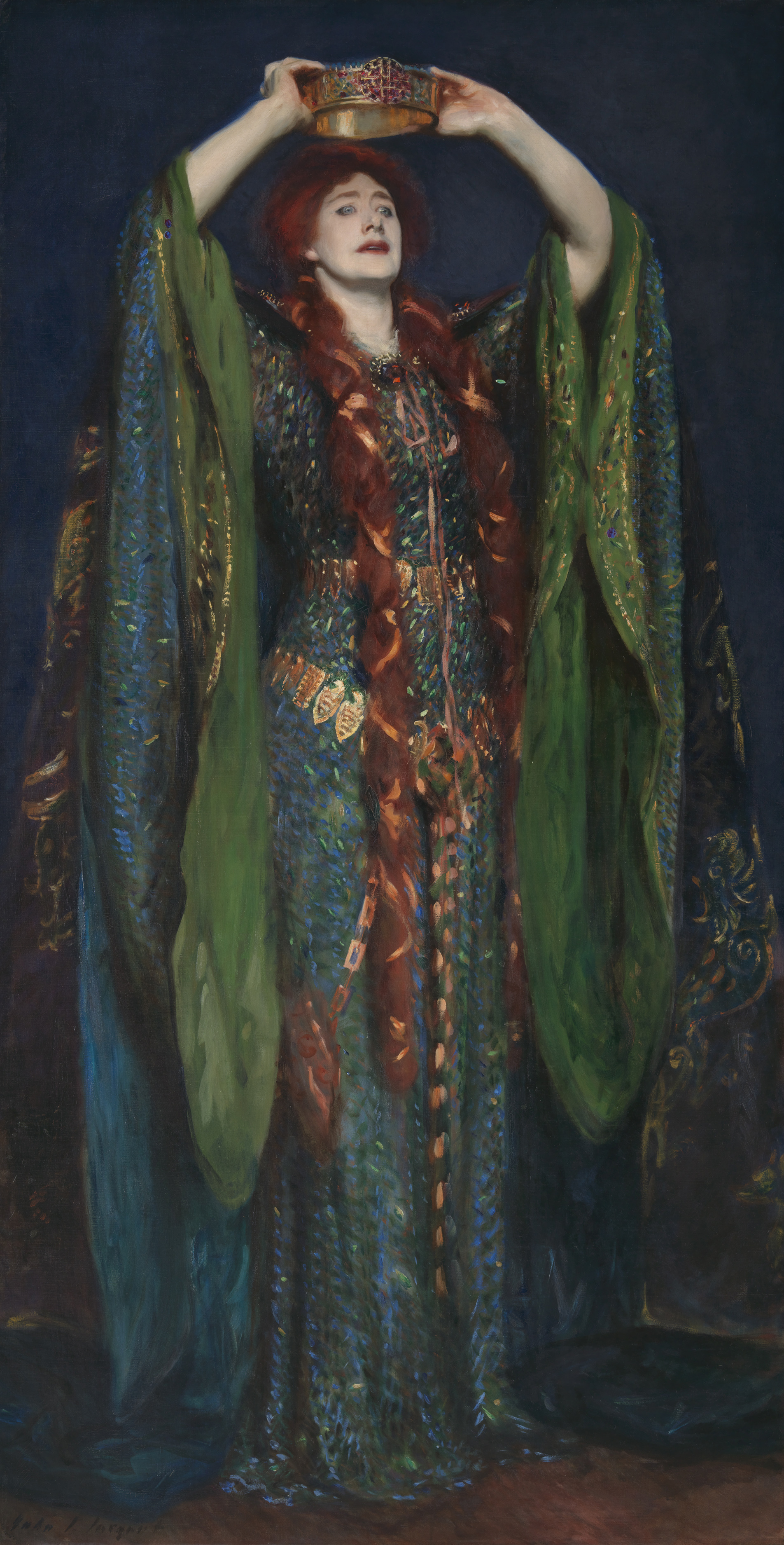
존 싱어 사전트가 그린 초상화
(레이디 맥베스를 연기하는 모습, 1889년)

1878년부터는 헨리 어빙의 라이시엄 극장(Lyceum Theatre, London)에 들어가 1902년까지 활동했는데, 이 시기에는 《베니스의 상인》에서의 포샤 역과 《헛소동》에서의 베아트리스 역으로 특히 큰 인기를 끌었다.
1903년부터는 조지 버나드 쇼, 헨리크 입센, 제임스 매슈 배리의 작품을 주로 연기했으며 1916년부터는 영화에 출연하기도 하였다.
1920년에 연극활동을 그만두었으며, 1922년에는 영화에서까지 완전히 은퇴했다.
이후 1900년 매입했던 켄트주의 농가에서 여생을 보냈다. 1925년 연극활동을 잠시 재개하기도 했으며, 1928년 뇌출혈로 세상을 떠났다.

## 서훈
- 1925년 대영 제국 훈장 1등급(GBE, 작위급 훈장)[1]